# Jonskär
Jonskär är en ort, belägen 5 kilometer nordost om Söderhamn, i Norrala socken i Söderhamns kommun. Från 2015 avgränsar SCB här en småort.